# Distretto di Bandikhon
Il distretto di Bandikhon (usbeco Bandixon) è uno dei 14 distretti della Regione di Surxondaryo, in Uzbekistan. Si trova nella parte centrale della regione, ad est della città di Qumkurgan. Il capoluogo è Bandikhon.